# Анна Лі Фішер
Анна Лі «Тінгл» Фішер (англ. Anna Lee «Tingle» Fisher; нар. 24 серпня 1949) — американська астронавтка. Здійснила один космічний політ на шатлі як фахівчиня польоту: STS-51-A (1984) «Діскавері», хімік.

## Ранні роки
Анна Лі Тінгл народилася 24 серпня 1949 а в місті Сент-Олбанс, передмісті Нью-Йорка, але рідним вважає місто Сан-Педро в Каліфорнії. У 1967 році закінчила середню школу в місті Сан-Педро. У 1971 році закінчила Університет Каліфорнії в Лос-Анджелесі і здобула ступінь бакалавра наук з хімії. У 1976 році в тому ж університеті отримала ступінь доктора медицини, в 1987 році — ступінь магістра наук з хімії.
Фішер — прізвище від другого шлюбу.

## До польоту
Після закінчення в 1971 році університету протягом року працювала в аспірантурі в UCLA, займаючись кристалографічним аналізом металокарборанів за допомогою рентгенівських променів. Після отримання в 1976 році ступеня доктора наук протягом року працювала лікаркою-інтерном в стаціонарному загальному шпиталі в місті Торранс в Каліфорнії. Потім працювала в області невідкладної медичної допомоги в різних шпиталях штату Каліфорнія.

## Космічна підготовка
16 січня 1978 була зарахована до загону астронавтів НАСА під час 8-го набору. Пройшла Курс загальнокосмічної підготовки (ОКП) і в серпні 1979 року була зарахована в Відділ астронавтів як фахівець польоту. Працювала представницею екіпажу шатлів у групі розробки та тестуванні дистанційного телескопічного маніпулятора, пристрої для переміщення астронавта (EMU). Займалася оцінкою рівня підготовки екіпажів STS-2, STS-3 і STS-4. Під час польоту STS-9 працювала операторкою зв'язку з екіпажем в центрі управління.

## Космічний політ
- Перший політ — STS-51-A[3], шаттл «Діскавері». З 8 по 16 листопада 1984 року як спеціалістка польоту. Тривалість польоту склала 7 діб 23 години 46 хвилин[4].

Загальна тривалість польотів у космос — 7 діб 23 години 46 хвилин.

## Після польоту
Отримала призначення в екіпаж STS-61-H як фахівчиня польоту. Політ був намічений на 24 червня 1986 року, але був скасований після катастрофи шаттла «Челленджер» (STS-51-L). Працювала заступницею начальника відділення планування польотів, входила в комісіію з відбору астронавтів під час набору 1987 року. У 1989—1996 роки не працювала у зв'язку з народженням другої дочки. У 1996 році була призначена в Відділення планування польотів (у червні 1997 — червні 1998 року була його начальницею), де займалася складанням польотних завдань та підготовкою тренувального процесу для екіпаж їй МКС. З червня 1998 року по червень 1998 року працювала заступницею начальника відділення МКС з питань планування і тренувань, а потім очолила це відділення. Довгий час залишалася активною астронавткою, але в січні 2011 року з'явилося повідомлення про її переведення в категорію астронавтів-менеджерів та перехід на роботу в Центр космічних досліджень імені Джонсона в штаті Техас.

## Нагороди та премії
- Премія «Національного наукового фонду» (1970 і 1971),
- Медаль «За космічний політ» (1984),
- Медаль «За виняткові заслуги» (1999) і багато інших.

## Сім'я
Перший чоловік — Сіммс, другий — Вільям Фредерік Фішер (теж розлучена). Доньки (від другого шлюбу): Крістін Енн (нар. 29.07.1983) і Кейр Лінн (нар. 10.01.1989). 
Захоплення: водні та зимові лижі, біг, підводне плавання, читання і фотографування, любить проводити час із сім'єю і дочками.